# Bob's Burgers
Bob's Burgers est une série télévisée d'animation américaine créée par Loren Bouchard et diffusée depuis le 9 janvier 2011 sur le réseau Fox et au Canada sur le réseau Global pour les cinq premières saisons, puis sur Citytv pour les saisons six à onze.
La série est centrée sur la famille Belcher, les parents Bob et Linda et leurs trois enfants, Tina, Gene et Louise, qui tiennent un restaurant de hamburgers et rencontrent toutes sortes d'aventures.
Au Québec, la série est diffusée depuis le 1er septembre 2014 sur Télétoon. En France, elle est diffusée à la télévision sur MCM du 1er novembre 2017 au 13 septembre 2022, elle est aussi disponible sur la plateforme Disney+ depuis le 16 avril 2021.
Le 26 janvier 2023, la série est renouvelée pour deux saisons supplémentaires soit jusqu'en 2025.

## Synopsis
La série met en scène les Belcher, une famille de la classe populaire habitant la petite ville côtière fictive de Seymour's Bay dans l'État du New Jersey aux États-Unis. Bob, le père, tient un restaurant de hamburgers avec son épouse Linda, aidés parfois par leurs enfants Tina, Gene et Louise. Le restaurant se situe sur Ocean Avenue dans un bâtiment couleur vert fluo à un étage, coincé entre deux autres immeubles commerciaux, dont un crématorium appartenant à Mort, l'un des rares habitués du restaurant.
Leur autre plus fidèle client, Teddy, est un homme à tout faire d'une grande gentillesse mais pas très futé, qui considère Bob et Linda comme ses amis les plus proches. Le rival personnel et professionnel de Bob est Jimmy Pesto, qui dirige Jimmy Pesto's Pizzeria, un restaurant italien situé juste de l'autre côté de la rue. Le bâtiment situé à droite du restaurant est généralement inoccupé, bien que le générique de début montre une entreprise différente à chaque épisode.
Les trois enfants Belcher travaillent à temps partiel dans le restaurant et fréquentent l'école Wagstaff, dirigée par le principal Spoors. Tina, 13 ans, en pleine puberté, essaie de lutter contre son obsession pour les garçons, en particulier pour Jimmy Junior, le fils distant de Pesto. Gene, 11 ans, s'efforce de devenir musicien et trimballe la plupart du temps avec lui un clavier sur lequel il pianote.
Louise, neuf ans, est la fauteuse de troubles de la famille, toujours en quête de vengeance, de richesses ou d'aventures, entraînant souvent ses frère et sœur. Elle fait semblant de ne pas avoir peur, mais certaines choses l'effraie encore (comme le dentiste ou le fait de se retrouver sans son bonnet rose en forme d'oreilles de lapin). Ces enfants n'ont pas les mêmes relations entre eux : Gene et Louise s'amusent d'ordinaire l'un avec l'autre, tandis que Tina ne se joint à eux que quand elle le souhaite.
Les épisodes suivent en général le quotidien de la famille gérant le restaurant et leurs interactions avec les membres excentriques de leur communauté, bien que certains épisodes les mettent en scène en dehors du cadre habituel du restaurant. De nombreux épisodes contiennent des numéros musicaux, soit dans des séquences fantasmées, soit avec des chansons suivant la narration, soit dans le générique de fin de l'épisode.

## Fiche technique
Sauf indication contraire, les informations mentionnées dans cette section peuvent être confirmées par la base de données cinématographiques IMDb,  présente dans la section « Liens externes ».
- Titre original et français : Bob's Burgers
- Création : Loren Bouchard
- Scénario : Loren Bouchard, Jim Dauterive, Steven Davis, Wendy Molyneux et Lizzie Molyneux Logelin, Kelvin Yu, Holly Schlesinger, Katie Crown
- Musique : Loren Bouchard, John Dylan Keith, Élégant aussi, Phil Hernandez, Chris Maxwell
- Production : Bernard Derriman, Laurent Bouchard, Nora Smith, Dan Fybel, Greg Thompson, Jon Schroeder, Steven Davis, Scott Jacobson, Holly Schlesinger, Lizzie Molyneux-Logelin, Wendy Molyneux, Kelvin Yu
- Développement : Loren Bouchard
- Société de production : Bento Box Entertainment , Wilo Productions, Buck & Millie Productions, 20th Century Fox Television
- Société de distribution : 20th Century Fox Television
- Pays d'origine :  États-Unis
- Langue originale : Anglais
- Genre : Sitcom
- Format : 720p (16:9 HDTV)
- Durée : 21 minutes
- Date de première diffusion : le 9 janvier 2011
- Classification : Adultes[8]

## Distribution des voix

### Famille Belcher
- H. Jon Benjamin (VF : Patrick Raynal) : Bob Belcher et le père de Bob
- John Roberts (VF : Maïté Monceau) : Linda Belcher
- Dan Mintz (VF : Thierry Bourdon) : Tina Belcher
- Eugene Mirman (VF : Thomas Sagols) : Gene Belcher
- Kristen Schaal (VF : Jessica Monceau) : Louise Belcher

### Famille Pesto
- Jay Johnston (VF : Gérard Surugue) : Jimmy Pesto
- Sarah Silverman et Laura Silverman : Ollie et Andy Pesto
- H. Jon Benjamin (VF : Bruno Méyère) : Jimmy Pesto Jr.

### Personnages récurrents
- Andy Kindler (en) (VF : Gérard Surugue (saison 1) puis Bruno Méyère) : Mort
- Larry Murphy (en) (VF : Bruno Méyère (saison 1) puis Gérard Surugue) : Teddy
- David Herman (VF : Bruno Méyère) : M. Frond
- Sam Seder (en) (VF : Gérard Surugue) : Al, Harold Cranwinkle, Hugo Habercore, Officier Cliffany
- Ron Lynch (en) (VF : Bruno Méyère) : Ron
- Kevin Kline (VF : Gérard Surugue) : Calvin Fischoeder
- Jerry Minor (en) : Officier Julia
- Aziz Ansari : Darryl
- Renée Taylor (VF : Catherine Lafond (saison 1) puis Virginie Ledieu) : Gloria
- Melissa Bardin Galsky (en) (VF : Virginie Ledieu) : Mlle Jacobson
Version française
  - Studio de doublage : Synchro-France (saison 1), Cinéphase (saison 2 à 12) puis Dubbing Brothers
  - Direction artistique : Catherine Lafond (saison 1), Julie Elmaleh (saisons 2 à 6), Charlyne Pestel
  - Adaptation : Clémentine Blayo, Nathalie Castellani, Melody Das Neves, Sandra Dumontier, Hélène Kempeneers, Victoire Kirzin, Roxane Leca, Sarah Lethimonnier, Coline Magaud, Solenne Mathé, Anthony Panetto

## Épisodes
| Saison | Saison | Épisodes | Diffusion originale | Diffusion originale |
| Saison | Saison | Épisodes | Début de saison     | Fin de saison       |
| ------ | ------ | -------- | ------------------- | ------------------- |
|        | 1      | 13       | 9 janvier 2011      | 22 mai 2011         |
|        | 2      | 9        | 11 mars 2012        | 20 mai 2012         |
|        | 3      | 23       | 30 septembre 2012   | 12 mai 2013         |
|        | 4      | 22       | 29 septembre 2013   | 18 mai 2014         |
|        | 5      | 21       | 5 octobre 2014      | 17 mai 2015         |
|        | 6      | 19       | 27 septembre 2015   | 22 mai 2016         |
|        | 7      | 22       | 25 septembre 2016   | 11 juin 2017        |
|        | 8      | 21       | 1er octobre 2017    | 20 mai 2018         |
|        | 9      | 22       | 30 septembre 2018   | 12 mai 2019         |
|        | 10     | 22       | 29 septembre 2019   | 17 mai 2020         |
|        | 11     | 22       | 27 septembre 2020   | 23 mai 2021         |
|        | 12     | 22       | 26 septembre 2021   | 22 mai 2022         |
|        | 13     | 22       | 25 septembre 2022   | 21 mai 2023         |
|        | 14     | 16       | 1er octobre 2023    | 25 septembre 2024   |
|        | 15     | 22       | 29 septembre 2024   | 14 août 2025        |

## Autres médias

### Film
Le 4 octobre 2017, la Fox a annoncé qu'un long métrage d'animation portant sur la série Bob's Burgers est en cours de préparation .
Loren Bouchard, le créateur de la série, a déclaré que le film « apporterait les réponses à toutes les questions que se posent les fans de la série » . Le 18 juillet 2018, il a annoncé que le script a été accepté par les studios. Le film est alors présenté comme une comédie musicale, et il impliquera Louise ainsi que sa veilleuse de nuit Kuchi Kopi dans son monde fantastique en intrigue secondaire .
Sa sortie, initialement prévue pour le 17 juillet 2020 , a été repoussée au 9 avril 2021, pour sortir finalement le 27 mai 2022.